# Trachelium
Trachelium Tourn. ex L., 1753 è un genere di piante erbacee della famiglia delle Campanulacee.

## Distribuzione e habitat
Il genere è presente in Macaronesia (Azzorre e Madeira) e nella parte occidentale del bacino del Mediterraneo (Spagna, Portogallo, Italia, Marocco e Algeria).

## Tassonomia
Il genere comprende le seguenti specie:
- Trachelium caeruleum L. - trachelio ceruleo
- Trachelium lanceolatum Guss. - trachelio siciliano

In Sicilia le due specie si incrociano dando vita all'ibrido Trachelium × halteratum (Bianca ex Ces., Pass. & Gibelli) Sandwith.